# Cheiracanthium danieli
Cheiracanthium danieli är en spindelart som beskrevs av Benoy Krishna Tikader 1975. Cheiracanthium danieli ingår i släktet Cheiracanthium och familjen sporrspindlar. Inga underarter finns listade i Catalogue of Life.